# シャリーのアトリエ 〜黄昏の海の錬金術士〜
『シャリーのアトリエ 〜黄昏の海の錬金術士〜』（シャリーのアトリエ たそがれのうみのれんきんじゅつし）は、ガストより2014年7月17日に発売されたPlayStation 3用ゲームソフト。
新要素を追加したPlayStation Vita版『シャリーのアトリエ Plus 〜黄昏の海の錬金術士〜』が2016年3月3日に発売された。

## 概要
錬金術によるアイテムの作成をテーマにしたアトリエシリーズの第16作目、『アーシャのアトリエ 〜黄昏の大地の錬金術士〜』、『エスカ&ロジーのアトリエ 〜黄昏の空の錬金術士〜』に続く、黄昏シリーズの3作目にして「黄昏シリーズの集大成」とされている。
ゲームシステムの前作との相違点としては、主人公のやりたいことが提示され実行することでゲームが進行するライフタスクシステム、同シリーズの『マナケミア 〜学園の錬金術士たち〜』（2007年）の戦闘システムの再導入などがある。また、プレイヤーの行動で日付が進み、ある期日でゲーム終了となる日数制限は廃止された。今作以降、日数制限は設けられないのが原則となっている。また、主人公によって作成可能アイテムの他、使用できる調合スキルにも一部差異が存在している。尚今回は、アーランドシリーズに登場したアイテムの幾つかがそのまま、或いは名前を変更して復活している。
今作は初めてゲームの難易度を調整する事が可能になった。この為、より初心者にもプレイしやすくなっている。
前作までは必殺技ゲージは一度戦闘が終わるとリセットされていたが、今作ではリセットがされなくなり、通常の雑魚敵との戦闘中や戦闘開始時にいきなり必殺技が使用可能になるという事もある。
物語は『アーシャ』『エスカ&ロジー』から引き続き、滅びを迎えつつある黄昏の世界が描かれ、本作品では海が干上がってできた砂海と豊かな水源を持つ街ステラードを舞台としている。主人公は二人の少女、水枯れで苦しむ故郷の村を救うため街にきたシャリー（シャリステラ）と、何かをしたいと思いつつも自分の夢を見つけられないでいるシャリー（シャルロッテ）。錬金術を学ぶ同じ名前の二人の少女が親友となり、それぞれの故郷を脅かす水枯れの危機に対抗していく。
Vita版のPlusでは、「集大成を超える集大成」として前々作『アーシャ』と前作『エスカ&ロジー』からアーシャ、エスカ、ロジーが登場。5人の主人公が集結しシリーズの核心となる「黄昏」の謎へと挑む。オリジナル版のパーティーメンバーは追加を含め合計10人だが、Plusでは上記の二名の登場により、12人存在する。この他新エピソードや新ボス、新コスチュームも追加されている。オリジナル版に既に収録されていたエピソードも、相当数の変更が加えられている。ちなみに、次回作である「ソフィーのアトリエ」の主人公2人のコスチュームも存在している。ゲームの内容以外の変更点は、これまでの移植版に有った「背面パネルをタッチすると主人公がそれに反応し様々な動作をする」システムは廃止となった。代わりにプレイ中にインターネット接続が切断されなくなり、一般的なPS Vita用ソフトと同様プレイ中のコンテンツダウンロードも可能になっている。

## 評価
『週刊ファミ通』のクロスレビューでは、40点満点中33点（30点以上で良質ゲーム）を獲得し、「ゴールド殿堂入り」した。4人の批評家の内3人がテンポが良いと評価した。一人が「操作感や作り込みなどに、ブラッシュアップの余地が見受けられる」、もう一人が「作業感が増した」と指摘した。

## 登場人物

### 主人公
ゲームを最初から開始しプロローグが終了した時点で、プレイヤーはシャリステラまたはシャルロッテのいずれかの主人公に選ぶ。いずれも愛称が「シャリー」であるため、劇中では他の登場人物たちを呼び名で困惑させるが、ゲーム中のメニューなどでは主人公を「シャリー」、主人公に選ばなかった方を「シャリステラ」や「シャルロッテ」と正式名で表示して区別している。全10章のうち第4章までは選んだ主人公によって異なる物語が展開し、仲間となるキャラクターも異なる。第5章でシャリステラとシャルロッテは合流し、主人公に選ばれなかった方も仲間としてパーティーに加わるが、以降の展開でも最初に選んだ主人公のみ、口に出して言わない心の声がプレイヤーに対して開示される。当初は互いのことも「シャリー」と呼び合っているが、第7章で対立が生じて決別した後、互いに愛称が同じという理由だけで勝手な親近感を抱いて、双方が抱える事情をよく知らないままに依存し合っていた関係を見つめ直すことになり、和解を経つつも互いに対する呼び名を改める。
シャリステラとシャルロッテのみ、自分たちで調合したアイテムを戦闘中に使用する「アイテム」コマンドを使用することができるが、他の仲間キャラクターのように、リストから選択して使用する形の戦闘用スキルを使用することができない。ただし、主人公として選ばれた側は第7章でもう一人との対立と和解を経て以降、バースト中限定で固有の「専用コマンド」を使用できるようになる。
シャリステラ (Shallistera)
声 - 小岩井ことり
16歳。身長155cm、A型。職業：船の一族の錬金術士。
シャリステラ編の主人公。愛称「シャリー」。テオクーガからは「嬢様」と呼ばれる。同じ愛称を持つシャルロッテからは当初「シャリーちゃん」と呼ばれるが、第7章以降は「ステラ」の愛称で呼ばれるようになる。テオクーガとシャルロッテ以外の人物に対しては基本的に(同い年のミルカや小動物のホムラも含み)「さん」付けで呼び、敬語で話す(シャルロッテも当初は該当したが、第7章以降は私語で話す)。ルギオン村の族長の娘で、代々錬金術を使える者が族長になる村の伝統に従い次の族長の最有力候補。また、巫女のような立場でもある様子。水涸れによる滅亡の危機に瀕している村を救う方法を探すため、護衛のコルテス・テオクーガと共に砂航艇に乗ってステラードの街へやって来た。真面目で礼儀正しい性格だが、村を出るのが初めてなこともあり、世間知らずな一面があり人付き合いはやや苦手。表向きはおっとりのんびりとしているものの、彼女を主人公に選んだ場合、内心では自分たちが抱いている問題意識をステラードの人々と共有できないことに苛立ちを感じている様子が描かれる。シャルロッテよりも意外としっかりしており、シャルロッテが知らない知識をしっていたり、又人の気持ちにシャルロッテより早く気付いたり、ミルカに希少な素材を預けるられる時に「シャルロッテでは心配」という理由からシャリステラに渡したりしている。ただ、恋愛に関しては鈍感。シャリステラ編では「アルゴー」という姓を名乗ることがあるが、これは彼女自身の名前というわけではない（故郷ルギオン村においては住民全てが家族という考えがあるためで、コルテスも同じアルゴー姓を名乗ることがある）。肉が大好物で、会話中に食べていることもある。専用調合スキルは他のスキルの効果を倍にするというもの。
使用する武器は鈴（ハンドベル）で、光弾や衝撃波を出したり直接殴ったりして攻撃する。第7章以降は主人公時のみ、バースト中に、かつてのトトリのように消費なしでアイテムを使用する「コピー」の専用コマンドが使用可能(威力はやや下がるが)。ちなみに、最強アイテムでは前作にも登場した巨大な獣人を呼び出しているが、彼女の一族は獣人族とかかわりがあったようである。
彼女を主人公に選んだ状態でシャルロッテの家に行くとその場所固有のBGMに変化するが、反対にシャルロッテを選んでシャリステラの船に行ってもBGMはその場所固有の物に変化しなくなっている。
シャルロッテ・エルミナス (Shallotte Elminus)
声 - 上坂すみれ
18歳。身長162cm、B型。職業：下請けの貧乏錬金術士。
シャルロッテ編の主人公。愛称「シャリー」。ミルカからのみ「シャル」という愛称で呼ばれる。同じ愛称を持つシャリステラからは当初「シャリーさん」と呼ばれるが、第7章以降は「ロッテ」の愛称で呼ばれるようになる。ステラードの下町にて小さなアトリエを営んでいるが、腕前はまだまだで組合からはゴミ拾い等の仕事しか与えてもらえず、貧しい生活を送っている。「いつかビッグになる」という夢を抱いているが、それが具体性のない目標であることも自覚しており、自分が本当にやりたいことが見つからないことに悩んでいる。
表向きは明るく前向きでやや楽観的な性格を装っているが、彼女を主人公に選んだ場合、実は自分に対する自信が持てず、常に客観的な評価を気にしているという内面が明かされ、他人から褒められて有頂天になったり、未熟さを指摘されて沈鬱になったり、自分を鼓舞して空元気を装ったりと一喜一憂を繰り返す様子が描かれる。魔法で空を飛んだウィルベルを凄腕の錬金術士と勘違いし、彼女を師匠と慕っている。途中で誤解であったと話されるのであるが、それでも対応は変わることはなかった。専用調合スキルはアイテムをもう一度投入したことにするというもの。
使用する武器は箒で、打撃武器として直接殴ったり、バットでノックする要領でアイテムを敵味方に飛ばすために使ったりする。第7章以降は主人公時のみ、バースト中に攻撃アイテムを2つ消費して即席の爆弾などを調合し、敵単体にダメージを与える「ミックス」の専用コマンドが使用可能。ミックスで生成したアイテムの名称は合わせたアイテムによって変化するが、その威力は材料となるアイテムに付与した潜力レベルに応じて上下し、エフェクトはいくつかあるうちからアイテムレベル（作成難易度）の合計値に応じたものが選ばれる。また、彼女専用のアイテムは漬物石やゴミ箱など、やたら生活臭の強いアイテムとなっている。

### 仲間キャラクター
戦闘時にシャリステラやシャルロッテと共に戦うパーティキャラクターたち。有料ダウンロードコンテンツ（DLC）として追加料金を支払うことにより、一部のキャラクターも仲間に加わる。ミルカ、キースグリフ、エスカらは錬金術士だが、主人公の作ったアイテムを戦闘中に使用することはできず、スキル使用時の演出として固有の道具を使用する。
コルテス (Kortes)
声 - 松岡禎丞
18歳。身長175cm、A型。職業：船の一族の戦士。
シャリステラの幼なじみで、シャリステラからは「兄様」と兄のように慕われている。一時期ステラードの学校に通いながら暮らしていたこともあり、ルギオン村の古い慣わしに疑問を抱いているところがある。その時期にクロッツェ姉妹との交友もあった模様。アーシャのアトリエに登場した「ユーリス・グルンデン」と同じドラゴン狩りの風習があるようだが、その関連性は不明。なお、シャリステラの専用アイテムにも「羊飼いの笛」がある。
物語開始時点からシャリステラの仲間として登場し、チュートリアル戦闘後に行われる主人公選択でシャリステラを選ぶとそのまま行動を共にする。使用する武器は棍だが、装備として変更するのは精霊の力が込められたチャーム。戦闘では火・土・風の属性を込めた攻撃スキルや回復の技を使用できるが、仲間と交代しながら連携するアシスト行動を取ることで、使用可能な技が「攻撃型」または「防御型」に変化する。スキルや必殺技の使用時には棍の形状も槍や槌へと変化する。
ユリエ・クロッツェ (Jurie Crotze)
声 - 伊藤かな恵
20歳。身長165cm、O型。職業：トレジャーハンター。
クールな性格で、実利を重視しないそのスタイルから、他のトレジャーハンターと組むことはほとんどない模様。自らの冒険の記録をつけているが、非常に読みやすいと評判で書き物の才能が高い（ミルカのために物語を書いたこともある）。妹ミルカのことを溺愛しているが、ミルカからは中央から帰ってきた辺りから距離を置かれており、ぎくしゃくとした姉妹仲に悩んでいる。これは、彼女のミルカへの誤解が根本原因なのだが、ミルカが素直に自分の気持ちを伝えない事もあって全く気付く様子はない。
殆ど口をきいてもらえず喧嘩にすらならないと嘆いていたものの、ロッテが自分の気持ちを伝えるようにミルカを諭すイベントの後は和解出来たようで穏やかな空気で一緒にアトリエで過ごしていた。
クールでありながらトレジャーハンターらしくロマンを求める事もあり、伝承上の存在とされていた難破船が発見されると意気揚々とその探索に出た。実は料理が上手という一面を持つ。
シャリステラ編では序盤から仲間となる。双剣を武器に二刀流で戦う。戦闘では爆弾等の設置物を使用したり、樽に身を潜めて背後を取ったりといったスキルを駆使する。スキルを進化させると特性が大きく変わる。
ミルカ・クロッツェ (Miruca Crotze)
声 - 日高里菜
16歳。身長152cm、A型。職業：新式錬成錬金術士。
シャルロッテとは幼馴染みで、ユリエの妹。大きなリボンとひらひらとした服で着飾った外見だが、無口でぼそぼそと喋り、また毒舌。表情の変化も少ないために分かりづらいが実は嫉妬深くて、加えて対人関係において自己評価が低く拗ねやすい。親友であるシャルロッテもそういった一面を知らないため、急に不機嫌になる彼女には困惑することが多い。一度、シャルロッテがシャリステラと仲良くしている姿を見てやきもちを焼き、エスカの店にショッピングに行こうとした時にもこの光景を見た為、不貞腐れ逃走した。しかしその後、シャリステラが「ミルカさんがロッテの思い出を私に話してくれたなら、今度は私達二人がミルカさんに色々話そう」と言い、無事和解した。シャルロッテの呼び名は当初「シャリー」「シャル」の二つが混合していたが、シャリステラと出会って以降はシャリステラを「シャリー」、シャルロッテを「シャル」と分けて呼ぶようになる。
幼くして「中央」と呼ばれる大都会に留学して錬金術を学んだ経験があり、自分の店である「ミルカのアトリエ」を営んでいる。その仕事ぶりから街の住人からは人気がある一方、留学時には妬みや嫉妬、虚飾にまみれ汚れた人間ばかりの都会での生活や流儀に幻滅し、そのことで挫折した経験を引きずっている。そのため中央は人間を含めて心底嫌気を抱いており、もはや行こうとなど思っていない。にも拘らず、姉のユリエが中央に再び行けるようにと危険を冒してまで金を稼いでいることが彼女の気に障っているのが不仲の原因となっている。
もっとも、これは中央での経験や自分が抱く嫌悪感をユリエに伝えていない事で、中央に行きたくないというミルカの気持ちを知らないためで、後にロッテにその事を指摘されてからは徐々に関係が戻っている。
前作に登場したロジーと同様、「錬成」と呼ばれる新式の錬金術を扱うことができる。彼女のアトリエを訪れることで、武器防具の錬成、アイテムの分解を行うことができる。ただし綺麗好きなロジーとは違い、アトリエは散らかり放題で汚れの目立つ遺跡と比較されてネタにされたり、強盗にあったと勘違いされる程の壊滅的な状況である。
シャルロッテ編では序盤から仲間となる。使用する武器は「杭打機」と呼称される、槍状の弾体を炸薬によって発射する機関銃。スキルは杭や爆弾、錬金術で飛翔する小型の砲台（設定画によれば「ファンネル」）や回復アイテムを中距離から機関銃で射出する攻撃が大半を占めており、手数を増やして時間差で効果が発揮される「タイムカード」を発行するものが多いが、接近して機関銃をパイルバンカーのように直接打ち込む技も使用する。
ウィルベル・フォル＝エルスリート (Wilbell voll=Erslied)
声 - 瀬戸麻沙美
24歳。身長153cm、B型。職業：旅する魔法使い。
前々作、前作から引き続き登場。錬金術士と根を同じくする別系統の一派、魔法使いの一族の女性で、今作でも精霊探しの旅を続けている。偶然出会ったシャルロッテに凄腕の錬金術士と勘違いされてしまうが、一族の掟で魔法使いであるという正体を明かすことができず、かといって邪険に扱うこともできず、そのままシャルロッテの師匠になってしまう。過去のように「大魔法使い」を詐称することは少なくなり、自らを修行中の身であるとしているが、前々作にて風の王、前作にて火の王との契約を済ませており、服を翼のように広げて空を飛んだり、魔法の剣を召喚するなど、新たな魔法を習得して腕前を上げている描写がされている。結果、ようやく念願であった大婆様に認めてもらうことができたのだった。魔法使いという身分が機密事項であるにもかかわらず魔法使いの恰好をしているのはこの方がかえって怪しまれないという考えからだが、ミルカには一発で見抜かれた。
シャルロッテ編では序盤から仲間となる。使用する武器は魔力の触媒となる指輪。前作までで武器として使用していた箒は使い古しとしてシャルロッテに譲っている(ただし、魔力は切れている)。スキルは自在に飛び回る魔法の剣を無数に召喚しての広範囲攻撃、火の王の力を借りた広範囲攻撃、全体回復等、バランス良く習得する。
ホムラ (Homura)
声 - 照井春佳
年齢不明。身長100cm、??型。職業：ベテラントレジャーハンター。
太古の錬金術によって生み出された小柄な獣人、ホムンクルス族の剣士。アイテム複製を生業としている他のホムンクルスと異なり、冒険が大好き。シャルロッテからは「ホムホム」という愛称で呼ばれている。他のホムンクルス同様、片言のような口調で喋り(それでも人間との生活が長いためか流暢)、台詞は全てひらがなで表現されているが、ソールとは多くを語らずともお互いのことがわかるほど仲が良い。キースグリフからは研究対象のように見られているため、恐れている。
見た目は他のホムンクルスと同じだが、大きな剣を携え傘をかぶりひょうたんのような荷物を背負う等、冒険者らしい格好をしている。凄腕のベテラントレジャーハンターを自称するだけのプライドがあるようで、可愛い呼ばわりされたりちゃん付けで呼ばれる事を嫌ってバカにするなと憤慨するが、その仕草も可愛さを引き立てる状態であまり効果はない様子。
終盤でホムンクルスやオートマタを生み出した前時代の技術に触れ、自らが実験体として人工的に作られた存在である事を知ってしまって落ち込んでいた。
甘いものに目がないのは他のホムンクルスと同じで、昔からソールからもらった報酬を武器や防具ではなくケーキ食べ放題や菓子パン買い占めに使ってしまったりする程の甘いもの好きだった。
同じトレジャーハンター同士ユリエやレイファーとは気が合う。
シャリステラ編、シャルロッテ編のいずれでも3人目の仲間としてパーティに加わる。使用する武器は身の丈より大きい太刀。仲間を庇いつつ敵の行動順序に割り込むアシストガードや、二回連続行動など、自分の手番の順序を操作する技を持つ。また死亡してもすぐに転生するホムンクルス族の身体能力により、戦闘不能状態から自動復活する能力も持つ。攻撃系のスキルは初期状態では大半が成功率が低めに設定されているが、レベルアップによってスキルが強化されると失敗することはなくなる。
ソール・グラマン (Solle Grumman)
声 - 松原大典
26歳。身長172cm、A型。職業：支部長代理。
前作『エスカ＆ロジーのアトリエ』から引き続いて登場。前作ではコルセイト支部に努めていたが、調査のためにステラード支部へ派遣されてきた。お菓子作りの趣味は相変わらず。ちなみに、今までで何かあったのか、若干ハリーへの評価が下がっている様子。
ステラードでの調査の取りまとめと中央との橋渡し役をしており、その調査の成果と手腕を評価されてエンディングによっては正式にステラード支部の支部長に就任する。
PS3版では有料DLCの追加パーティーキャラとして、『Plus』では通常のメンバーとして仲間に加えることができる。使用する武器（？）は作戦ボードで、戦闘ではホムンクルスたちを呼び出して戦う。なお、何故か他のキャラに比べて武器の種類が一つ少ない。
エスカ・メーリエ (Escha Malier)
声 - 村川梨衣
21歳。身長158cm、O型。職業：派遣役人。
前作『エスカ＆ロジーのアトリエ』の主人公の一人。ステラードの調査のために派遣された役人の女性。古式錬金術を使う錬金術士であり、凄腕だと噂されているが、どこか抜けているところがある。甘い物が大好きなのは相変わらず。今でもロジーやクローネらとは手紙のやり取りをしており、前作の舞台でもある故郷のコルセイトを懐かしんでいることも多い。また、今作ではロジーが好きであることがかなり分かりやすく描かれており、他の女性と親しそうに接しているとウィルベルに愚痴ったりしているらしい。物語中盤からショップを開店し、故郷の特産品であるリンゴなどのアイテムを販売する。
PS3版では有料DLCの追加パーティーキャラとして、『Plus』では通常のメンバーとして仲間に加えることができる。武器は前作同様に杖。戦闘中には杖を用いる攻撃のほか、自分で調合した爆弾を使った攻撃や、リンゴを使った菓子での回復技を使用する。前作ではロジーとの合体技であったダブルドローは超必殺技扱いで、前作に登場した攻撃アイテム「四極天の知恵書」を用いて攻撃し、決め台詞としてロジーの話題にも触れている。また、Plusではロジーと一緒に前衛に出ている状態で超必殺技で止めを刺すと「Wドロー・エンド」になる。
キースグリフ・ヘーゼルダイン (Keithgrif Hazeldine)
声 - 中田譲治
55歳。身長180cm、AB型。職業：凄腕の錬金術士。
前々作『アーシャのアトリエ』からの登場。オディーリアを伴い、真理を求める旅を続けている。今作では煙草ではなくパイプを吸っているが、これはアーシャから健康のためにとプレゼントされた薬草パイプである。相変わらず無愛想ではあるが、アーシャ姉妹やオディーリアとの交流で多少は丸くなったようで、シャリーたちにも力を貸してくれる。前作でも語られていた通り、アーシャとのやり取りはほぼ熟年夫婦のそれである。
己の真理の追究以外には殆ど興味を示さず思うように調査を進めていて、街の事には干渉もしない。水源管理装置の応急処置も調査ついでと語り水涸れの問題でも協力する事がないが、シャリー達の調査は真理の追究に繋がるためか時々助力してくれる。終盤では水涸れの原因解消に一役買った。
シャリー達に頼まれて錬金術の手ほどきもしており、古式錬金術の使い手が2人もいる事とその上達速度を見て驚いていた。
物語の終盤で最後の仲間としてパーティに加わる。使用する武器は宝石。実際には錬金術を駆使した薬品・爆弾類を用いたスキルで戦闘を行い、アトリエシリーズにおける最上級の回復アイテムであるエリキシル剤も使用する。
アーシャ・アルトゥール (Ayesha Altugle)
声 - 井上麻里奈
前々作『アーシャのアトリエ』の主人公。PS3版ではエンディングで顔見せとして登場するのみだが、『Plus』ではパーティキャラクターとして登場する。前シリーズ及び後のシリーズの第一作目の主人公と違い、直接的な出番がこれまで無かったが移植ソフトである『Plus』でようやく再登場した。
妖精のようだと評される美貌を持つ女性。マイペースなキースを別ベクトルのマイペースさで窘めたりする。本人も自覚していないが、生涯添い遂げるつもりであるようで、シャリーらからは概ね夫婦のように見られている。第6章の冒頭シーンでチラリと後姿が見えたり、第7章の主人公らの喧嘩の祭、シャリステラの薬作りをサポートするなどしていたが、正式な登場は主人公らが仲直りした後になる。
武器は杖。どういう経緯かかつて打倒した守護者「イグドラシル」の力を引き出せるようになっており、スキルのいくつかはこの力を利用している。瞬発的な能力に欠けるが、魔法攻撃やサポート、回復など万遍なく活躍できる万能キャラ。
ロジー (Logy) / ロジックス・フィクサリオ (Logix Ficsario)
声 - 石川界人
前作『エスカ＆ロジーのアトリエ』の主人公のひとり。PS3版ではエンディングで顔見せとして登場するのみだが、『Plus』ではパーティキャラクターとして登場する。
『Plus』ではステラードの事件の重要性を認識した中央から派遣されたという設定。本作では、専らソールの手伝いで書類処理をしている。エスカと違い、彼女に対して恋愛感情を抱いているか不明であるが、大事な相手ではある様子。
武器は錬金剣。前作同様、アイテムと組み合わせての攻撃を行う。ダメージに加えて、行動遅延や鈍化・レベルや能力のダウンなど、強力な攻撃力＋相手の阻害が主な効果となっている。また、ホムラとは逆にアシストアタックの際に行動に割り込むことが可能であり、能動的に使えば大ダメージを叩き出せるため、ボス戦では非常に役立つキャラ。

### その他の登場人物
ナディ・エルミナス (Nady Elminus)
声 - 久川綾
36歳。身長160cm、B型。職業：主婦。
シャルロッテの母親。若い頃はペリアン協会のジェラールの下で働いていたが、結婚に伴って退職。非常におっとりしており、娘のシャルロッテからは「天然」と思われているが、ジェラールによれば働いていた頃は非常に優秀だったとされる。明らかに無謀な仕事をシャルロッテに紹介したり、ガラクタのようなものを高値で買ってきたりとシャルロッテを困らせることも多いが、親子仲は非常に良い。心臓か肺に関わる不治の病を患っているが、そのことを娘に隠している。
テオクーガ (Teokhuga)
声 - 青森伸
58歳。身長166cm、O型。職業：シャリステラのお目付き役。
コルテスの父親で主に船の管理を担当している。常にシャリステラと行動を共にしているが、腰痛を患っているため実戦には参加しない。豊富な知識と経験で助言を与える参謀のような存在でシャリステラからは「テオ爺」と呼ばれ慕われている。年寄り扱いされることを非常に嫌う。
カトラ・ラーチカ (Katla Larchica)
声 - うのちひろ
18歳。身長158cm、O型。職業：旅の雑貨屋。
前作『エスカ＆ロジーのアトリエ』からの登場。ステラードに行商にやって来た女性で、アイテムを売っている。ボッタクリ商売は相変わらずで、ガラクタ同然のものを高値で売りつけたりしているが、稀にオートマタといった希少品を仕入れていることがある。ちなみに、オートマタの件は前作同様に高値で吹っかけてきて次第に減額していくのだが、今作では途中で売れてしまうというトラップがある。劇中ではスラグ硬貨の転売、水の転売といった新しい商売を考案して実践するも、どれも空回りしている。
なお、エスカたちの話からすると、未だミーチェの想いには気づいていない様子。
ステラードまでの移動や仕入れはかなり無茶をしているようで、黄昏の海で遭難し行き倒れていた所を何度もローゼミアに拾われている。そのローゼミアには商売敵である事でライバル意識を持っているが、前述の遭難や商売の手腕の差もあって軽くあしらわれてしまっている。
ラウル・ピレイト (Raoul Pireit)
声 - 鶴岡聡
28歳。身長：182cm、AB型。職業：財協組合の組長。
ステラードにおける実力者の一人。余所者であるシャリステラや、まだ半人前のシャルロッテに仕事を斡旋する等、面倒見の良い性格。基本的に人情派であり、困っている人は見捨てておけない。その為、近隣からの難民を勝手に受け入れてしまったりしている。考え方の違いから、秩序優先のジェラールとは対立することが多い。リンカに惚れているが、口下手のため想いを告げられずにいる。若い頃はトレジャーハンターだったらしく、レイファーと共に冒険をしていた頃もある。
リンカ (Linca)
声 - 小清水亜美
30歳。身長160cm、A型。職業：商会の看板娘。
ペリアン商会にてジェラールの秘書を務める女性で、商会の店でアイテムを売っている。自らを拾い育ててくれたジェラールや先任のナディのことを非常に慕っている。同じ顔と姿をし、同じ名前をつけられた8人の「姉妹のような存在」の7番目であり、前々作・前作に登場したリンカ（末っ子、8番目のリンカ）の姉にあたる人物。本作では、彼女たち8人の姉妹たち太古の錬金術によって生み出された人造人間で、管理素体やホムンクルスといった存在の上位存在として生み出されたという設定が明かされている。既に8番目のリンカと知り合っているホムラやレイファーからは「ナナリンカ」とも呼ばれる。登場したリンカたちの中ではとりわけ常識的な性格。
　尚、Vita版では一部彼女の発言に表現規制が加えられており、序盤でのペリアンに対する「ツバが飛んで来る」「御髪が…」という発言が「お声が高い」という発言に変更されている。
アルバート・ペリアン (Albert Perriend)
声 - 島﨑信長
20歳。身長177cm、O型。職業：商会長の息子。
シャルロッテとは幼馴染で、「アル」という愛称で呼ばれている。オートマタに強い興味を持っていてその収集に熱中していたが、街で偶然出会ったオディーリアに一目惚れしたことでその情熱は過剰に膨れ上がることとなった。作中、その情熱を本人に語ったりもしたが、迂遠すぎて全く伝わらなかった。ペリアン協会の跡継ぎと目されてそのための勉強や相応しい立ち振る舞いをするようジェラールから怒られているが、本人は前時代文明の研究がしたいと思っている。幼い頃は泣き虫で、よくシャルロッテやミルカに泣かされていたらしい。
オートマタ収集の趣味は誰にも理解されず、捜索を頼まれたシャルロッテ達にも金持ちの道楽程度に思われているが前時代文明の研究のためという名目がある。その理由を知ったシャルロッテには見直したと言われたものの、変な動物のオートマタや男性のオートマタでも持って帰ってくるかとの問いには言葉を濁しており女性のオートマタ収集が目的ではないかと疑われた。
ハリー・オルソン (Harry Olson)
声 - 真殿光昭
46歳。身長175cm、O型。職業：自称凄腕の冒険家。
前々作、前作から引き続きの登場。前作で意気投合したレイファーと共に冒険を続けている。胡散臭い知識を披露したり、自らの執筆した冒険譚を配布したりと布教に余念がない。作中で描かれる範囲では正直胡散臭い所のある人物であるが、実際しっかりと成功している。意図するしないに関わらず人脈作りに関しては天才であり、エンディングではジェラールとも親しくなっている。
最終的に前作に登場したホルンハイムとステラード間で定期便の運航を始めるまでに至った。
ホムンクルス達の転生の儀式に興味を持ち、たびたび調査のために参加したいとお願いしているようだが友人ではないからと断られているらしい。
レイファー・ラックベリー (Reyfer Luckberry)
声 - 増谷康紀
38歳。身長178cm、AB型。職業：トレジャーハンター。
前作『エスカ＆ロジーのアトリエ』からの登場。前作にて意気投合したハリーと共に冒険を続けている。同じ稼業であるホムラとも親しくしている。ファーヴ村の人達からはかなりの信頼を得ており、神とされているオートマタが必要な時にも彼の一言のおかげで借りる事が出来た(Plus版ではこの役回りがアーシャに変更されている)。
オディーリア (Odileia)
声 - 佐土原かおり
年齢不明。身長157cm。職業：キースグリフの助手。
前々作『アーシャのアトリエ』からの登場。錬金術によって生み出された機械仕掛けの人造人間であるオートマタの女性。キースグリフの従者として旅を続けている。一流のオートマタを自称しており、事実非常に優秀。一方で甘い物には目がないのは相変わらずで、キースグリフも呆れるほど。
当時の生き証人同然であるため前時代文明の技術や資料に関しての造詣が深く、度々遺跡の調査で重要な情報を引き出す。
ジェラール・ペリアン (Gerard Perriend)
声 - 大場真人
46歳。身長175cm、A型。職業：商会の会長
ステラードにおける実力者の一人。厳しい性格だがステラードを思う気持ちは人一倍強い。ただ、頑固な保守派で、時に薄情と言える対応を取り、積極的に行動を起こさずに解決を図ることを是としているため、立場や方針の異なるラウルとは対立することが多い(そもそもお互い譲歩しようとしない)。かつて優秀な部下であったナディを、錬金術士であったシャルロッテの父親（故人）に取られたことへの遺恨を捨てきれずにおり、錬金術士という職業に対して愛憎入り交じった複雑な感情を抱いている。
水源管理装置の維持を任されてきた事もあり、ステラードがいかにして発展し他の集落が衰退していったのかをよく知っているため正しい事だと分かっていても、ステラードの衰退に繋がりかねないとなかなか賛成できない等発展と黄昏の阻止の間で葛藤している。
ローゼミア (Rosemia)
声 - 原由実
年齢不明。身長170cm、O型。職業：黄昏の海の回収屋
各地を放浪し、行き倒れた者の死体から持ち物を回収したり、瀕死の者を助ける代わりに報酬をもらう仕事をしている女性。神出鬼没で、ステラードの港や主人公の行く先々に現れ、アイテムを売ってくれる。
もと魔法使いであり、若々しい見た目よりも歳を重ねているが、死別した恋人との出会いをきっかけに魔法使いをやめたという過去を持つ。ウィルベルの師匠である「大婆様」と容姿や雰囲気が似ているとされ、ウィルベルから苦手意識を持たれている。
水の王
ステラード地方に祀られている水を司る精霊の王。過去の所業のため、人間に対して憤怒の感情を抱いている。その力はそれなりに実力を重ねたウィルベルでさえ思わず逃げ出してしまうほどである。なお、他の王と比べて大人の女性の外見となっている。契約に成功したウィルベルに、かつて人間が行ったことの断片を見せた。
自然のサイクルを破壊する程の水を奪う装置によって、どんどん水が涸れていく事を何とか食い止めていたが一向に人間がその装置を止めないため、人間に絶望し手助けをやめた結果水が枯渇し黄昏が広がる一因となった。

## 用語
黄昏
シリーズで語られている、世界を破滅へと誘う何か。
キースは水枯れの原因とは無縁と考えていたが、水の王の記憶によって何らかの繋がりを見出した。何をきっかけにしているのかや具体的な原因などはいまだ不明だが人間の、特に前時代の高度に発達した錬金術を活用した活動によるものが大きい事がほのめかされている。
前時代には既に目に見える形で黄昏が始まっていたようで、前作のジェオシスも黄昏による不作の解決を図るものだった。
水源の枯渇、土地の汚染、空の濁り等として人間の生活を脅かしており、作物が育たず水も涸れた人間の住めない荒れ地を黄昏の大地と呼び、その範囲がどんどん拡大しているため人類は滅亡の危機に瀕している。ステラードの周辺にも黄昏の拡大によって滅びたであろう集落跡がいくつかあり、かつて広大な海だったとされる場所は海洋生物の骨が名残として残るのみで、砂漠と化している。
水源浄化装置
ステラードのすぐ近くに存在している、本作で起きている謎の現象『水枯れ』の原因に近い装置。その機能自体は海水を引き込み浄水して人間に供給するもので、むしろ水枯れを防いでいたといえなくもない。管理素体にはリンカのオリジナルともいえる存在が使われている。
前作のジェオシスと同様に、「水源である海水が無限である」という自然の力への過信が前提の設計となっている。デフォルトで暴走に近い動作をしているジェオシスと違い、正常動作であれば過剰な吸入はしないのだが、現在は暴走中であり吸入量が自然の回復力を超過してしまっている(暴走の原因の詳細は不明だが経年劣化の可能性を指摘していた)。暴走当初、生物を守るために水の王が不足分を補填していたのだが、一向に改善されなかったことで水の王が人間に失望してフォローを放棄。結果、水源である海を食いつぶし始めたことで供給量が減少したのが水枯れの原因である。放置すれば水源が枯渇し、汚染された大地からの汚水や水ですらない汚染物質を吐き出すようになるだろうと言われている。
シャリーたちはシステムの破壊は水の供給停止を意味していると告げられるが、最終的には人類の愚行に対する贖罪として受け入れ、自然の回復に身を任せることを選ぶ。しかし、実際には前述通り暴走が原因であったと分かり、今まで通りではないにしてもある程度供給が継続するようにキースによって調整された。
余談であるが、似たような存在は前作でも登場しており、こちらも暴走した結果、直近の村が水枯れを起こす事態が発生している。また、この装置の暴走だけで果たして今まで話題に出た異常現象の説明になるかは不明である。

## 主題歌
オープニングテーマ
「Rusty Sky」
作詞・作曲・編曲 - Sen / 歌 - matryoshka

エンディングテーマ
「Last Wanderlust」
作詞・作曲・編曲 - Sen / 歌 - matryoshka

挿入歌
「アシンメトリ」
作詞・作曲 - ユウ / 歌 - チリヌルヲワカ
「みるいろの星」
作詞・作曲・歌 - 南壽あさ子 / 編曲 - TK
「希う船」
作詞 - 日山尚 / 作曲・編曲 - MANYO / 歌 - canoue
「Aquamarine」
作詞 - 青木香苗 / 作曲・編曲 - 阿知波大輔 / 歌 - Annabel
「SAY YOU」
作詞・作曲 - ユカ / 編曲 - ARCHITECT / 歌 - みみめめMIMI
「渇きの輪郭」
作詞 - UYU / 作曲・編曲 - 阿部隆大 / 歌 - ACRYLICSTAB
「Luto ～統治するもの～」
作詞 - 花野十三 / 作曲・編曲 - 柳川和樹 / 歌 - mao